# Felice och Boudleaux Bryant
Felice och Boudleaux Bryant, ofta ackrediterade som F&B Bryant, var ett amerikanskt låtskrivarpar som bestod av makarna Felice (född 7 augusti 1925, död 22 april 2003) och Boudleaux Bryant (född 13 februari 1920 i Shellman, Georgia, död 25 juni 1987 i Knoxville Tennessee). Makarna Bryant skrev ett flertal av Everly Brothers sånger från mitten av 1950-talet och framåt.

## Låtar i urval
- Love Hurts
- Bye Bye Love
- All I Have to Do Is Dream
- Wake Up Little Susie
- Rocky Top
- Nashville Blues
- Time's A-Wastin